# Tour d'Amphoux
La Tour d'Amphoux est une ancienne tour de guet, située près du hameau de Gageron, à Arles, dans les Bouches-du-Rhône.

## Histoire
Construite au XIVe siècle, à l'initiative de Guillaume d'Amphoux, la Tour d'Amphoux a fait partie d'un réseau de tours ayant pour but la surveillance du Rhône. À l'aide de signaux, elle était en relation avec les tours de Trinquetaille, de Champtercier et de la Gayte. Dans le courant du XVe siècle, avec le déplacement du lit du Rhône, la tour fut abandonnée. Les guerres de Religion lui donnèrent de nouveau du service à la fin de ce même siècle, avec quelques ménagements architecturaux. Puis la famille d'Amphoux, propriétaire du lieu, la transforma partiellement en entrepôt agricole, de l'exploitation qu'ils installèrent à cet endroit. Le domaine a été revendu à de nombreuses reprises, du marquis de Monvel, à Gaston du Lac, qui y créa un domaine viticole de 1923 à 1935. Le domaine de la Tour d'Amphoux a toujours une activité agricole, liée à la culture céréalière.
La tour est inscrite au titre des monuments historiques, depuis le 14 novembre 1932.